# فردوسية (أسفيتش)
فردوسیة (بالفارسية: فردوسیه) هي قرية تقع في إيران في قسم أسفیتش الريفي. يقدر عدد سكانها بـ 17 نسمة بحسب إحصاء 2016.